# Henry Bibby
Henry Bibby, né le 24 novembre 1949 à Franklinton en Caroline du Nord, est un joueur puis entraîneur américain de basket-ball.

## Biographie
Durant sa carrière universitaire, il évolue avec les UCLA Bruins entraînés par John Wooden. Il obtient trois titres consécutifs de Champion NCAA de 1970 à 1972.
À l'issue de sa carrière universitaire, il est choisi par les Knicks de New York lors de la draft 1972 de la NBA. Cette équipe est composée de nombreux futurs membres du Basketball Hall of Fame (Willis Reed, Walt Frazier, Dave DeBusschere, Bill Bradley, Earl Monroe et Jerry Lucas, et le futur entraîneur Phil Jackson), et entraîné par Red Holzman, également futur membre du Hall of Fame.
Pour sa première saison dans la ligue américaine, il remporte le titre NBA en cinq rencontres face aux Lakers de Los Angeles, après avoir battu les Celtics de Boston en finale de conférence lors d'une septième rencontre. Bibby joue deux saisons et demie dans la franchise de New York avant de rejoindre les 76ers de Philadelphie. Avec cette dernière franchise, il joue deux nouvelles finales NBA, les Finales 1977 et 1980 perdues respectivement face Trail Blazers de Portland et aux Lakers.
Après sa carrière de joueur, il a également connu une carrière d'entraîneur. Celle-ci débute en Continental Basketball Association (CBA) où il remporte deux titres de champion, en 1982 avec les Lancaster Lightning et en 1989 avec Tulsa. Cette dernière année, il reçoit le titre d'entraîneur de l'année en CBA. durant la période 1986-1988, il a également entraîné en United States Basketball League chez les Springfield Fame (en). Il est également récompensé du titre d'entraîneur de l'année en 1986. Il entraîne ensuite les Winnipeg Thunder (en).
Il rejoint ensuite le Championnat NCAA, prenant en mains les destinées des USC Trojans de l'Université de la Californie méridionale. Il garde ce dernier poste durant neuf saisons, présentant un bilan final de 131 victoires pour 111 défaites. Il est remercié au cours de sa neuvième saison.
En avril 2005, il est nommé à la tête des Sparks de Los Angeles, équipe de Women's National Basketball Association (WNBA). Mais il ne termine pas la saison, remplacé par son adjoint.
Il évolue ensuite en NBA en tant qu'entraîneur adjoint de Maurice Cheeks chez les Sixers jusqu'à l'issue de la saison 2008 où son contrat n'est pas renouvelé.
En février 2009, il retrouve un poste d'adjoint auprès des Grizzlies de Memphis, où il reste jusqu'en 2013.

## Vie privée
Son frère Jim Bibby (en) est un lanceur de la Ligue majeure de baseball (MLB).
Son fils Mike Bibby est un joueur de basket-ball qui a évolué avec les Grizzlies de Vancouver, les Kings de Sacramento, les Hawks d'Atlanta, le Heat de Miami et les Knicks de New York.

## Palmarès
palmarès joueur
- Champion NCAA 1970, 1971, 1972
- Champion NBA 1973

palmarès entraîneur
- Champion de Continental Basketball Association (CBA) en 1982 et 1989